# Bothriochloa longifolia
Bothriochloa longifolia är en gräsart som först beskrevs av Eduard Hackel, och fick sitt nu gällande namn av Norman Loftus Bor. Bothriochloa longifolia ingår i släktet Bothriochloa och familjen gräs. Inga underarter finns listade i Catalogue of Life.